# 拉尔斯维克
拉尔斯维克是德国梅克伦堡-前波美拉尼亚州的一个市镇。总面积16.53平方公里，总人口251人，其中男性132人，女性119人（2011年12月31日），人口密度15人/平方公里。